# Francisco Ferreira
Francisco "Xico" Ferreira (23 d'agost de 1919 - 14 de febrer de 1986) fou un futbolista portuguès de la dècada de 1940.
Fou 25 cops internacional amb la selecció portuguesa. Pel que fa a clubs, defensà els colors de FC Porto i SL Benfica.
Cal esmentar que després d'un partit disputat a Lisboa en honor seu, el 3 de maig de 1949 entre el Benfica i el Torino, quan l'equip italià tornà a la seva ciutat l'endemà, patí l'accident aeri de Superga.

## Palmarès
Porto
- Campeonato de Portugal: 1936-37

Benfica
- Primeira Divisão: 1941-42, 1942-43, 1944-45, 1949-50[9]
- Taça de Portugal:[10] 1939-40, 1942-43, 1943-44, 1948-49, 1950-51, 1951-52
- Campionat de Lisboa de futbol:[10] 1939-40